# Panthiades sierrae
Panthiades sierrae är en fjärilsart som beskrevs av Dyar 1916. Panthiades sierrae ingår i släktet Panthiades och familjen juvelvingar. Inga underarter finns listade i Catalogue of Life.